# Erro (genre)
Pour les articles homonymes, voir Erro.
Genre
Erro est un genre de coléoptères de la famille des Ptiliidae. 

## Systématique
Le genre Erro a été créé en 2017 par l'entomologiste Michael Darby (d) sur la base de spécimens découverts en Angola et à Madagascar.

## Liste d'espèces
Selon l’Index to Organism Names (ION) consulté le 29 octobre 2022 :
- Erro angolensis Darby, 2017 - Angola
- Erro brookei Darby 2019 - Sarawak
- Erro goffi Darby 2020 - Afrique
- Erro impiger Darby, 2017 - Madagascar

## Publication originale
- (en) Michael Darby, « Erro gen. n. a new genus of featherwing beetles (Coleoptera: Ptiliidae) from Angola and Madagascar », Zootaxa, Magnolia Press (d), vol. 4299, no 1,‎ 26 juillet 2017, p. 137–140 (ISSN 1175-5334 et 1175-5326, OCLC 49030618, DOI 10.11646/ZOOTAXA.4299.1.10, lire en ligne).